# Oussama Ali
Oussama Sørlie Ali (in arabo أسامة علي‎?; 1º gennaio 2000) è un calciatore norvegese, centrocampista del Bizertin.

## Carriera

### Club
A livello giovanile, Ali ha vestito le maglie di Klemetsrud, Ullern e Lillestrøm. In seguito si è trasferito in Svezia, al FC Gute. Nella stagione 2021 è passato all'Umeå FC, in Ettan: ha esordito in squadra in data 5 aprile, schierato titolare nella vittoria per 1-0 arrivata sull'Hammarby TFF. Il 29 maggio 2021 ha trovato il primo gol in squadra, nel 3-1 arrivato sul Sandvikens IF.
L'anno seguente, Ali è approdato al FC Trollhättan, sempre in Ettan: ha effettuato il proprio esordio il 15 agosto 2022, subentrando a Noah Nilsson nel successo per 1-2 sul campo del Qviding. Nel 2023 è approdato al Dalkurd, per cui ha disputato la prima partita in data 2 aprile, schierato titolare nel 4-0 inflitto al Vasalund.
A gennaio 2024 si è accordato con i tunisini del Bizertin, militanti nello Championnat de Ligue Professionelle 1. Il 6 febbraio ha dunque debuttato con la nuova casacca, subentrando a Iyed Midani nella vittoria per 2-0 arrivata sull'Étoile de Métlaoui. Il 17 febbraio ha siglato il primo gol nella massima divisione locale, in occasione del successo interno per 2-0 sul Ben Guerdane.

## Statistiche

### Presenze e reti nei club
Statistiche aggiornate al 7 marzo 2025.
| Stagione        | Club            | Campionato      | Campionato | Campionato | Coppe nazionali | Coppe nazionali | Coppe nazionali | Coppe continentali | Coppe continentali | Coppe continentali | Supercoppe | Supercoppe | Supercoppe | Totale | Totale |
| Stagione        | Club            | Comp            | Pres       | Reti       | Comp            | Pres            | Reti            | Comp               | Pres               | Reti               | Comp       | Pres       | Reti       | Pres   | Reti   |
| --------------- | --------------- | --------------- | ---------- | ---------- | --------------- | --------------- | --------------- | ------------------ | ------------------ | ------------------ | ---------- | ---------- | ---------- | ------ | ------ |
| 2020            | FC Gute         | D2              | ?          | ?          | CS              | 1               | 1               | -                  | -                  | -                  | -          | -          | -          | 1+     | 1+     |
| 2021            | Umeå FC         | E               | 29         | 9          | CS              | 2               | 0               | -                  | -                  | -                  | -          | -          | -          | 31     | 9      |
| 2022            | FC Trollhättan  | E               | 8          | 0          | CS              | 1               | 0               | -                  | -                  | -                  | -          | -          | -          | 9      | 0      |
| 2023            | Dalkurd         | E               | 22         | 0          | CS+CS           | 3+2             | 1+0             | -                  | -                  | -                  | -          | -          | -          | 27     | 1      |
| gen.-giu. 2024  | Bizertin        | L1              | 6          | 1          | CT              | ?               | ?               | -                  | -                  | -                  | -          | -          | -          | 6+     | 1+     |
| 2024-2025       | Bizertin        | L1              | 19         | 0          | CT              | ?               | ?               | -                  | -                  | -                  | -          | -          | -          | 19+    | 0+     |
| Totale Bizertin | Totale Bizertin | Totale Bizertin | 25         | 1          |                 | ?               | ?               |                    | -                  | -                  |            | -          | -          | 25     | 1      |
| Totale          | Totale          | Totale          | 84+        | 10+        |                 | 9+              | 2+              |                    | -                  | -                  |            | -          | -          | 93+    | 12+    |